# Ʋ
Ʋ, ʋ, litera w alfabecie łacińskim, w niektórych językach afrykańskich, na przykład w języku ewe, używana jest do zapisu spółgłoski szczelinowej dwuwargowej dźwięcznej (IPA: /β/). W IPA [ʋ] oznacza spółgłoskę półotwartą wargowo-zębową.